# L'amore medico
L'amore medico (título original en italiano; en español, El amor médico) es una ópera en dos actos con música de Ermanno Wolf-Ferrari y libreto de Ènrico Golisciani, basada en la comedia de Moliere L'Amour médecin. Se estrenó el 4 de diciembre de 1913 en la Ópera Semper en Dresde bajo el título de Der Liebhaber als Arzt.
El estreno en los Estados Unidos tuvo lugar el 25 de marzo de 1914 en la Metropolitan Opera de Nueva York.

## Personajes
| Personaje                       | Tesitura | Reparto del estreno 4 de diciembre de 1913 (Director: ) | Reparto del estreno en Estados Unidos 25 de marzo de 1914 (Director: Arturo Toscanini) |
| ------------------------------- | -------- | ------------------------------------------------------- | -------------------------------------------------------------------------------------- |
| Lucinda, hija de Arnolfo        | soprano  |                                                         | Lucrezia Bori                                                                          |
| Clitandro, admirador de Lucinda | tenor    |                                                         | Italo Cristalli                                                                        |
| Lisetta, una criada             | soprano  |                                                         | Bella Alten                                                                            |
| Arnolfo                         | barítono |                                                         | Antonio Pini-Corsi                                                                     |
| Tomes, un doctor                | bajo     |                                                         | Léon Rothier                                                                           |
| Desfonandres, un doctor         | bajo     |                                                         | Andrés De Segurola                                                                     |
| Macroton, un doctor             | barítono |                                                         | Robert Leonhardt                                                                       |
| Bahis, un doctor                | tenor    |                                                         | Angelo Badà                                                                            |
| Notario                         | bajo     |                                                         | Paolo Ananian                                                                          |

## Grabaciones
No hay una grabación comercial disponible de la ópera entera, sin embargo la obertura y el intermezzo están incluidos en: 
Wolf-Ferrari: Orchestral Works, Orquesta Filarmónica de la BBC. 
- Director: Gianandrea Noseda
- Fecha de grabación: 2009
- Sello discográfico: Chandos, 10511 (CD)